# Kawaii metal
Le kawaii metal (カワイイメタル, « metal mignon »), également connu sous le nom de idol metal, cute metal, ou kawaiicore, est un genre musical mélangeant des éléments de heavy metal et de J-pop qui s'est développé au Japon au début des années 2010. Une composition de kawaii metal typique consiste à combiner des musiques issues de différents types de musique heavy metal, des mélodies J-pop et l'esthétique du mouvement des idoles japonaises. Les sujets des textes du kawaii metal sont souvent plus légers que ceux des autres genres de heavy metal. 
La création et le succès du kawaii metal est souvent associé au groupe japonais Babymetal. Outre Babymetal, des acteurs de la scène kawaii metal, tels que Ladybaby, ont également attiré l’attention des médias pour avoir interprété des chansons de ce genre.

## Histoire et caractéristiques

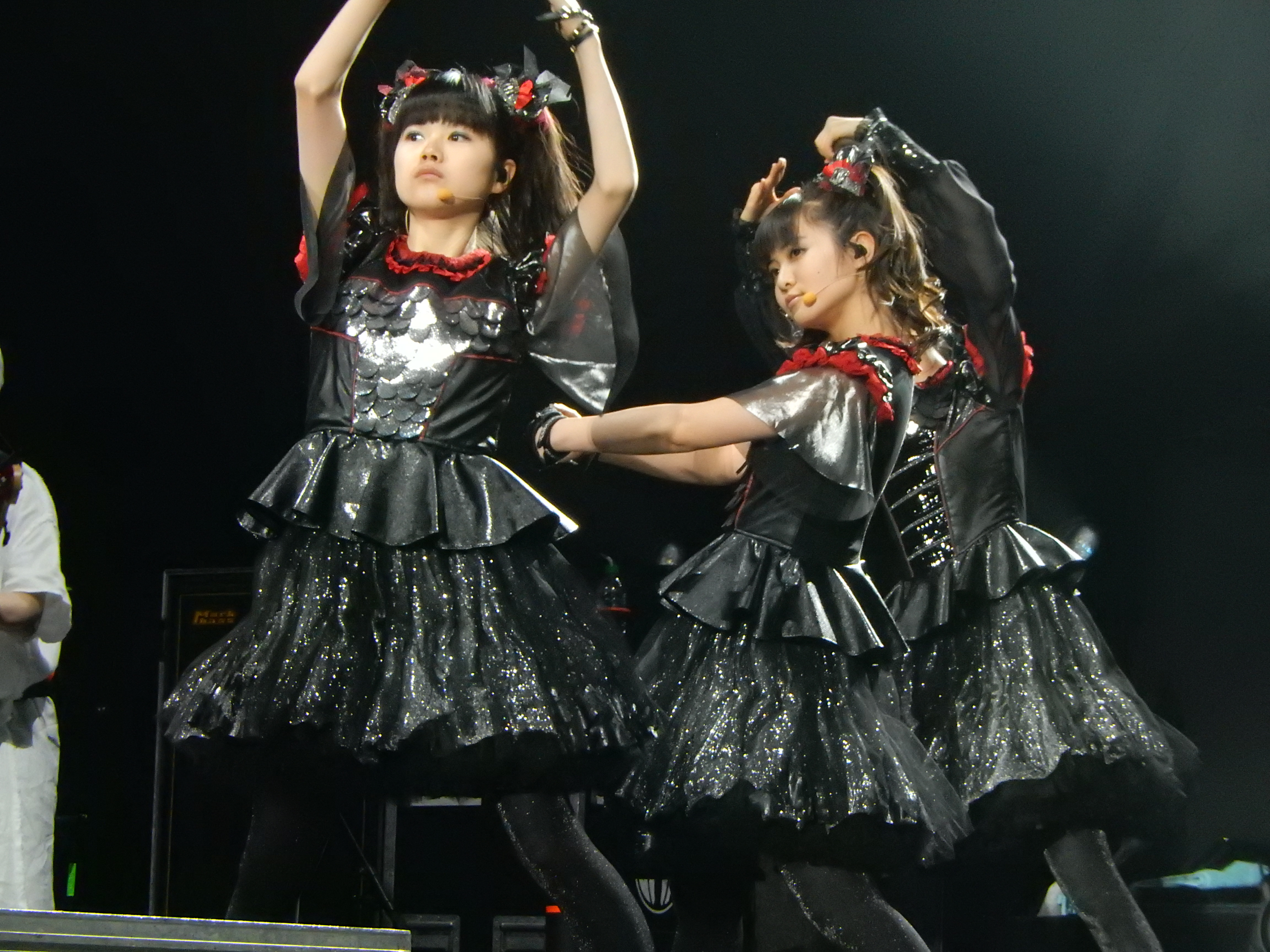
Babymetal, pionnier du kawaii metal, s'est produit en 2016 à l'O2 Arena de Londres.

Le groupe japonais de heavy metal idole Babymetal est considéré comme l'inventeur du genre kawaii metal,. Selon la journaliste du City Times Angelica Wallingford, le premier album éponyme de Babymetal a été le pionnier du genre. Angelica Wallingford définit également le genre et l'album comme un « mélange de genres variés comprenant la pop, le rock, le heavy metal, dance music, de metal industriel et de death metal symphonique ». Un collaborateur du journal The Independent estime que le genre est un dérivé de la J-pop et de divers genres de metal extrême, à savoir « le speed metal, le power metal, le black metal et le metal industriel ». En évoquant le cas de Babymetal, Rob Nash, du Sydney Morning Herald, indique que le genre est composé de « mélodies pop sucrées sur du thrash metal ». Il voit dans « Awadama Fever » une chanson représentative du genre avec « des sons de guitare en colère et des rythmes de batterie incroyablement rapides, pendant que les filles [Babymetal] crient à propos de la "fièvre de la boule à bulles" et du chewing-gum ». 

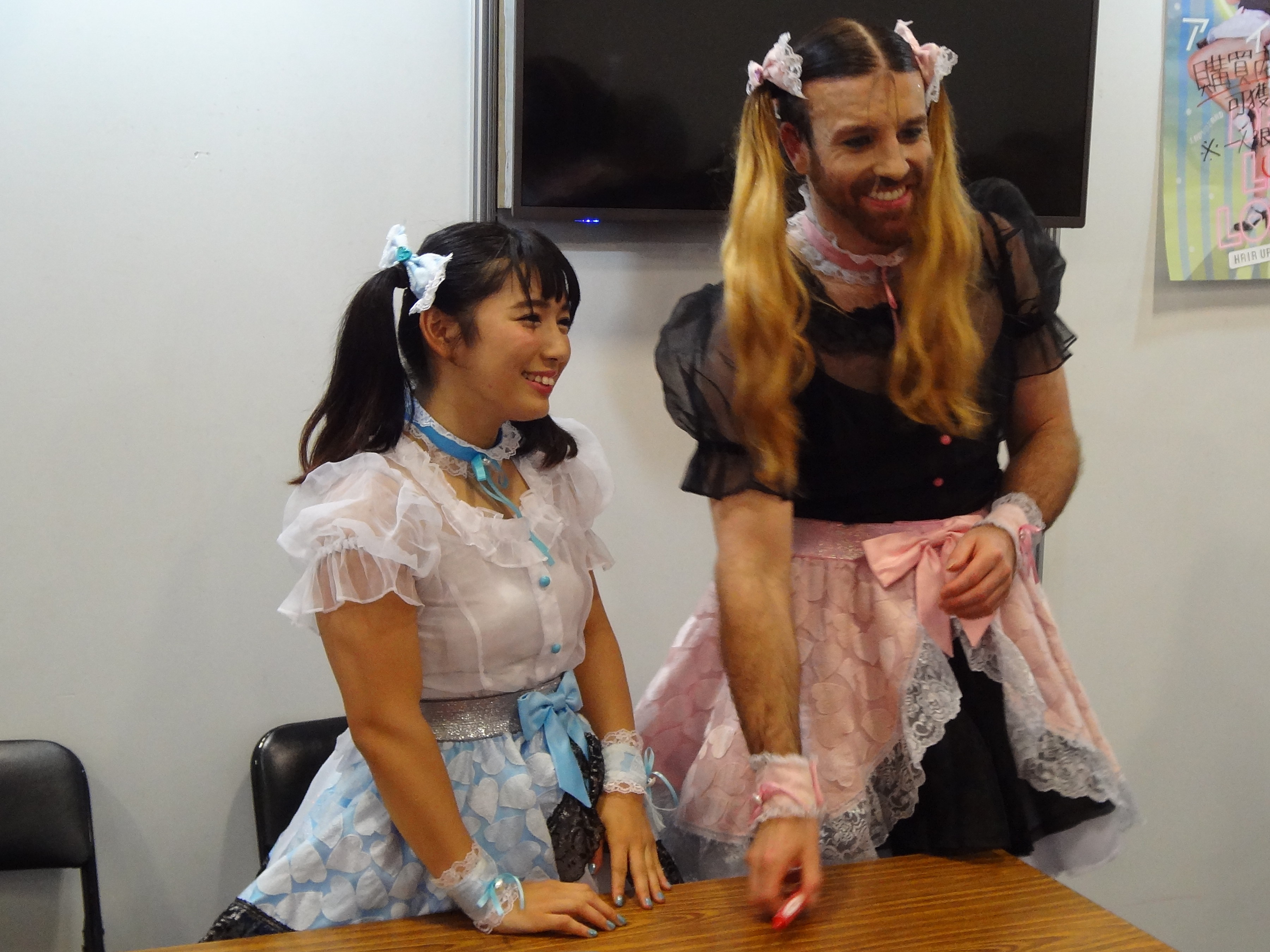
Le groupe de kawaii metal Deadlift Lolita, en 2017.

Parlant de Ladybeard et de Ladybaby, Jake Cleland, dans le Sydney Morning Herald, a défini le genre comme étant « une pop sucrée avec son grognement de heavy metal ». Alex Weiss, de Paper, définit le genre comme étant « du hard rock avec des accroches de pop douce sucrée ». Weiss présente les chansons Karate et Road of Resistance de Babymetal comme des exemples pour expliquer la différence de perspective lyrique entre le kawaii metal et d'autres genres musicaux, affirmant que les chansons kawaii metal « offrent une perspective qui manque souvent aux paroles hyper-masculines et agressives généralement présentes dans la plupart des hits du genre [metal] ». Felix Clay, de Cracked.com, estime également que le genre possède des textes moins agressif, précisant que les paroles de ce genre portent sur « des sujets de musique pop comme les chatons, le chocolat et le plaisir ».

## Liste de groupes
| Groupe          | Pays  | Année de formation | Ref.   |
| --------------- | ----- | ------------------ | ------ |
| Aldious         | Japon | 2008               | [ 11 ] |
| Babymetal       | Japon | 2010               | [ 12 ] |
| Band-Maid       | Japon | 2013               | [ 13 ] |
| Dazzle Vision   | Japon | 2003               | [ 14 ] |
| Deadlift Lolita | Japon | 2017               | [ 15 ] |
| Doll $ Boxx     | Japon | 2012               | [ 12 ] |
| Kamen Joshi     | Japon | 2013               | [ 16 ] |
| Ladybaby        | Japon | 2013               | [ 12 ] |
| Nécronomidol    | Japon | 2014               | [ 17 ] |

### Sources
- A. Bouthier, « Japon: le 'kawaii metal' à la conquête du monde », AFP,‎ 26 août 2014 (lire en ligne)
- Lucas Godignon, « Avec Babymetal, le Japon invente le "métal mignon" », L'Express,‎ 2 juillet 2014 (lire en ligne)
- Eric Delhaye, « CHAI, les rockeuses japonaises qui dynamitent les diktats du kawaii », Telerama,‎ 27 mai 2019 (lire en ligne)
- (en) Nancy K. Stalker, Japan : History and Culture from Classical to Cool, University of California Press, 14 août 2018, 450 p. (ISBN 978-0-520-28777-8, lire en ligne)